# Fabri Tamás
Fabri Tamás, Thomas Faber, Fábri, Fábry (16. század eleje – Bártfa, 1592. január 5.) evangélikus kántor, egyházi író, kollégiumi rektor.

## Élete
A bártfai evangélikus iskola rektora volt, hová Stöckel utódjául (1560.) választották meg; innét 1565. utolsó napjaiban Selmecre ment át; nem sokáig volt itt, mert a bártfai tanács már 1567 elején visszahivta s 1568 tavaszán elfoglalta a bártfai tanszéket; az eddigi fizetéssel (62 frt és 8 frt ajándék) meg volt elégedve, de a gabona- (8 köböl búza) és failletékét (26 öl) emeltetni kivánta; továbbá indítványozta, hogy a tanulók díjaikat rendesen, hetenként mindegyik egy denárt, fizessék; legalább 14 tanuló közköltségen nyerjen ellátást; padok vagy ujak készíttessenek, vagy legalább a régiek rendbe hozassanak. 1592-ben bekövetkezett halálaig viselte hivatalát.

## Munkái
- Examen Thesivm Zvinglianarum de Coena Domini… Barthphae, 1586. (Wagner Mártonnal együtt.)
- Apologia Examinia Ecclesiae et Scholae Bartphensis… Barthphae, 1590. (Wagner Jakabbal és Sculteti Severinnel együtt.)
- Historia Thuriana. Barthphae, 1599. (Sculteti Severin Hypomnemata c. munkájában.)